# Gustaf Lindblom
Gustaf 'Topsy' Lindblom (Kristinehamn, 3 de dezembro de 1891 – Estocolmo, 26 de abril de 1960) foi um atleta sueco, especialista no salto triplo.
Recordista sueco da prova por três vezes antes dos Jogos, ele foi campeão olímpico do salto triplo nos Jogos Olímpicos de Estocolmo em 1912.
Depois de Estocolmo, ele dirigiu uma revista de esportes, foi secretário-geral da Federação Sueca de Boxe e empresário de atletas suecos.